# Международная федерация транспортных рабочих
Международная федерация транспортных рабочих (аббрев. МФТ; англ. International Transport Workers’ Federation, ITF) — глобальная федерация профсоюзов транспортных рабочих.

## История
Организация была создана в 1896 году в Лондоне руководителями европейских профсоюзов моряков и докеров. Первоначально носила название Международная федерация корабельной, докерской и речной отраслей (International Federation of Ship, Dock and River Industries). На третьей конференции в Лондоне в июне 1898 года было принято решение о переименовании в Международную федерацию транспортных рабочих.

### Во время российского вторжения на Украину
В время российского вторжения на Украину членские организации МФТ часто отказывались обслуживать суда, связанные с РФ.
5 сентября 2023 года Генпрокуратура РФ признала деятельность МФТ нежелательной на территории РФ.

## Структура и деятельность
МФТ входит в состав Международной конфедерации профсоюзов, в МФТ состоят отраслевые объединения транспортников МКП. Любой независимый профсоюзов, члены которого работают в транспортной сфере, имеет право на членство в МФТ. Объединение представляет интересы транспортных профсоюзов в таких структурах, как Международная организация труда (МОТ), Международная морская организация (ИМО) и Международная организация гражданской авиации (ИКАО).
Штаб-квартира МФТ расположена в Лондоне, имеет офисы в Аммане, Брюсселе, Джорджтауне, Киеве, Москве, Найроби, Нью-Дели, Рио-де-Жанейро, Токио, Уагадугу и других странах, где действуют транспортные профсоюзные объединения. В России членскими организациями МФТ, в частности, являются Российский профсоюз моряков и Федеральный профсоюз авиадиспетчеров России,  входящие в Конфедерацию труда России, Российский профсоюз докеров, входящий в Соцпроф, а также Российский профсоюз железнодорожников и транспортных строителей и Общероссийский профсоюз работников связи, входящие в Федерацию независимых профсоюзов России. Кроме того, в России работают официальные инспекторы МФТ. Членские организации МФТ действуют также практически во всех республиках бывшего СССР.
По собственным оценкам, насчитывает 781 организацию в 155 странах мира, представляет интересы 4,6 миллионов работников транспортной сферы. Высшим руководящим органом МФТ является Исполнительный совет, в который входит 41 человек. Президент МФТ — Пэдди Крамлин (Paddy Crumlin), генеральный секретарь — Стивен Коттон (Stephen Cotton).

## Генеральные секретари
- 1896 — Бен Тиллет (Ben Tillett, Великобритания)
- 1896 — Роберт Пэдди (Robert Peddie, Великобритания)
- 1896—1904 — Том Чемберс (Tom Chambers, Великобритания)
- 1904 — Бен Тиллет (Ben Tillett, Великобритания)
- 1904—1916 — Герман Йохад (Hermann Jochade, Германия)
- 1919—1942 — Эдо Фиммен (Edo Fimmen, Нидерланды)
- 1942—1950 — Яап Ольденброк (Jaap Oldenbroek, Нидерланды)
- 1950—1960 — Омер Беку (Omer Becu, Бельгия)
- 1960—1965 — Питер де Врис (Pieter de Vries, Нидерланды)
- 1965—1968 — Ганс Имхоф (Hans Imhof, Швейцария)
- 1968—1977 — Чарльз Близ (Charles Blyth, Великобритания)
- 1977—1993 — Гарольд Левис (Harold Lewis, Великобритания)
- 1993 — 2014 — Давид Кокрофт (David Cockroft, Великобритания)[10]
- с 2014 — Стивен Коттон (Stephen Cotton, Великобритания)

## Президенты
| - 1896—1901 — Том Манн (Tom Mann, Великобритания) - 1901—1904 — Том Чемберс (Tom Chambers, Великобритания) - 1904 — Бен Тиллет (Ben Tillett, Великобритания) - 1904—1916 — Герман Йохад (Hermann Jochade, Германия) - 1920—1925 — Роберт Вильямс (Robert Williams, Великобритания) - 1925—1933 — Консемор Крэмп (Concemore Cramp, Великобритания) - 1933—1946 — Чарльз Линдлей (Charles Lindley, Швеция) - 1946—1947 — Джон Бестэд (John Benstead, Великобритания) - 1947—1950 — Омер Беку (Omer Becu, Бельгия) - 1950—1954 — Роберт Братши (Robert Bratschi, Швейцария) - 1954—1955 — Артур Дикин (Arthur Deakin, Великобритания) | - 1955—1958 — Ганс Ян (Hans Jahn, Германия) - 1958—1960 — Фрэнк Кузенс (Frank Cousins, Великобритания) - 1960—1962 — Роджер Декейзер (Roger Dekeyzer, Бельгия) - 1962—1965 — Фрэнк Кузенс (Frank Cousins, Великобритания) - 1965—1971 — Ганс Дюби (Hans Düby) - 1971—1986 — Фриц Прехт (Fritz Prechtl, Австрия) - 1986—1994 — Джи Хатер (Jim Hunter, Канада) - 1994—1998 — Эйк Эйлен (Eike Eulen, Германия) - 1998—2006 — Умаромал Пурохит (Umraomal Purohit, Индия) - 2006—2010 — Рэндэл Говард (Randall Howard, ЮАР) - С 2010 года — Пэдди Крамлин (Paddy Crumlin, Австралия) |

## Конгрессы
| - Учредительная конференция — 10 июня 1896 года, Лондон (Великобритания) - Первая конференция — 27 и 30 июля 1896 года, Лондон - Вторая — 24—26 февраля 1897 года, Лондон - Третья — 14—16 июня 1898 года, Лондон - Первый съезд — 14—16 июня 1898 года, Лондон - Второй — 19—21 сентября 1900 года, Париж (Франция) - Третий — 4—7 июля 1902 года, Стокгольм (Швеция) - Четвертый — 14—17 августа 1904 года, Амстердам (Нидерланды) - Пятый — 25—28 июля 1906 года, Милан (Италия) - Шестой — 26—29 августа 1908 года, Вена (Австро-Венгрия) - Седьмой — 23—27 августа 1910 года, Копенгаген (Дания) - Восьмой — 26—30 августа 1913 года, Лондон - Международная конференция транспортных рабочих организаций — 29—30 апреля 1919 года, Амстердам - Девятый съезд — 15—19 марта 1920 года, Христиания (Норвегия) - Десятый — 18—22 апреля 1921 года, Женева (Швейцария) - 11-й — 2—6 октября 1922 года, Вена (Австрия) - 12-й — 7—12 августа 1924 года, Гамбург (Германия) - 13-й — 15—21 сентября 1926 года, Париж - 14-й — 19—24 июля 1928 года, Стокгольм - 15-й — 22—27 сентября 1930 года, Лондон - 16-й — 7—13 августа 1932 года, Прага (Чехословакия) - 17-й — 18—24 августа 1935 года, Копенгаген - 18-й — 31 октября — 5 ноября 1938 года, Люксембург (Люксембург) | - 19-й — 6—11 мая 1946 года, Цюрих (Швейцария) - 20-й — 19—24 июля 1948 года, Осло (Норвегия) - 21-й — 21—29 июля 1950 года, Штутгарт (Германия) - 22-й — 16—23 июля 1952 года, Стокгольм - 23-й — 16—24 июля 1954 года, Лондон - 24-й — 18—26 июля 1956 года, Вена - 25-й — 23 июля — 1 августа 1958 года, Амстердам - 26-й — 20—29 июля 1960 года, Берн (Швейцария) - 27-й — 25 июля — 4 августа 1962 года, Хельсинки (Финляндия) - 28-й — 28 июля — 6 августа 1965 года, Копенгаген - 29-й — 28 июля — 3 августа 1968 года, Висбаден (Германия) - 30-й — 28 июля — 6 августа 1971 года, Вена - 31-й — 7—15 августа 1974 года, Стокгольм - 32-й — 21 — 29 июля 1977 года, Дублин (Ирландия) - 33-й — 17 — 24 июля 1980 года, Майами (США) - 34-й — 20 — 28 октября 1983 года, Мадрид (Испания) - 35-й — 31 июля — 8 августа 1986 года, Люксембург - 36-й — 2 — 9 августа 1990 года, Флоренция (Италия) - 37-й — 4 — 11 августа 1994 года, Женева - 38-й — 30 июня — 2 июля 1996 года, Лондон - 39-й — 29 октября — 5 ноября 1998 года, Нью-Дели (Индия) - 40-й — 14 — 21 августа 2002 года, Ванкувер (Канада) - 41-й — 2 — 9 августа 2006 года, Дурбан (ЮАР) - 42-й — 5 — 12 августа 2010 года, Мехико (Мексика) - 43-й — 10 — 16 августа 2014 года, София, Болгария. |  |

## Критика
Главный редактор «Морского бюллетеня» Михаил Войтенко считает, что критика МФТ представлена плохо, хотя для неё есть поводы, например бюджет МФТ непрозрачен, по его мнению счет идёт на сотни миллионов долларов в год, идущих на непонятные цели. Он утверждает, что МФТ в связке с Международной организацией труда (МОТ) через свои региональные отделения собирает дань с моряков и судовладельцев.